# بيتر غرين (مدرس)
بيتر غرين (بالإنجليزية: Peter Green)‏ هو مدرس أسترالي، ولد في 30 يناير 1947 في سيدني في أستراليا.